# Філіп Малявін
Філіп Андрійович Малявін (рос. Филипп Андреевич Малявин; 22 жовтня 1869 — 23 грудня 1940) — художник, представник російської гілки імпресіонізму, росіянин за походженням. Емігрував у Францію, помер в місті Ніцца.

### Біографія
Народився в великій селянській родині в селі Казанка (нині Оренбурзька область Російської Федерації.) Релігійна за переконаннями людина, Філіп дістався у 1885 р. монастиря Св. Пантелеймона на горі Афон в Греції і шість років перебував там. Займався в іконописній майстерні монастиря. Там його знайшов професор Петербурзької Академії мистецтв В. А. Беклемішев, що перебував з візитом в російському монастирі на Афоні.
Здібний іконописець подавав надії і професор забрав Малявіна в Петербург. З 1892 навчався на художньому відділенні, а після заснування майстерні (навчального класу) Іллі Рєпіна, був зарахований до неї. Серед учнів майстерні — Анна Остроумова, Сомов Костянтин Андрійович, Грабар Ігор Емануїлович.
У 1900 відбув у Париж, де в російському павільйоні була виставлена його картина «Ре́гіт (Сміх)». Картина мала успіх і була придбана урядом Італії для експонування в Венеційській Академії мистецтв.
Після повернення в Росію, художник оселився в невеликій садибі Аксіньїно біля міста Рязань. Був учасником Пересувних виставок, «Світу мистецтва (Мир искусства)» в Петербурзі та інших. Після більшовицького перевороту у 1917 перебрався в Москву. По завершенню громадянської війни і голоду виїхав у 1922 р. за кордон у Францію і став емігрантом. Мав успіх, виставки в різних містах Європи. Оселився в місті Ніцца. Як особа, трохи затримана в минулому часі, малював на російські теми часів царату, але в стилістиці імпресіонізму та експресіонізму.
Був заарештований у Бельгії під час початку 2-ї світової війни. Позбавлений грошей і підтримки, після звільнення йшов пішки через усю Францію до Ніцци, де помер у віці 71 рік, похований на цвинтарі Кокад.

### Загальна характеристика творів
Мав неабиякий колористичний хист, що відрізняло його твори серед усіх російських майстрів і дорівнювало у обдарованістю з Врубелем. Могутня і стихійна сила його живопису була підтримана і манерою малювати широкими і великими пензлями на зразок Андерса Цорна, Костянтина Коровіна, українського художника Мурашка Олександра. Колористичний хист майстра був помічений італійцями, що вбачали в ньому послідовника майстрів Венеційської школи живопису. Тому його картина з Всесвітньої виставки була придбана до художніх збірок Венеції.
У 1987 на аукціоні Сотбі картина Малявіна «Російська дівчина в червоному» продана за 1 700 фунтів стерлінгів.

## Вибрані твори
- Портрет К. Сомова (1895)
- Портрет І. Грабаря (1895)
- Портрет І. Репіна
- Портрет М. Нєстєрова
- Автопортрет
- «Смех» (1898)
- «Селянська дівчина» (1899)
- «Баба» (1904)
- «Дві баби» (1905)
- «Вихор танцю» (1906)
- Павло Харитоненко з сином, (1911)
- Портрет Нікі
- Родинний портрет
- Портрет В. І. Леніна, 1920,
- Портрет балерини А. М. Балашової (1924)
- Портрет співачки романсів Плевицької Надії Василівни (1929)

## Галерея

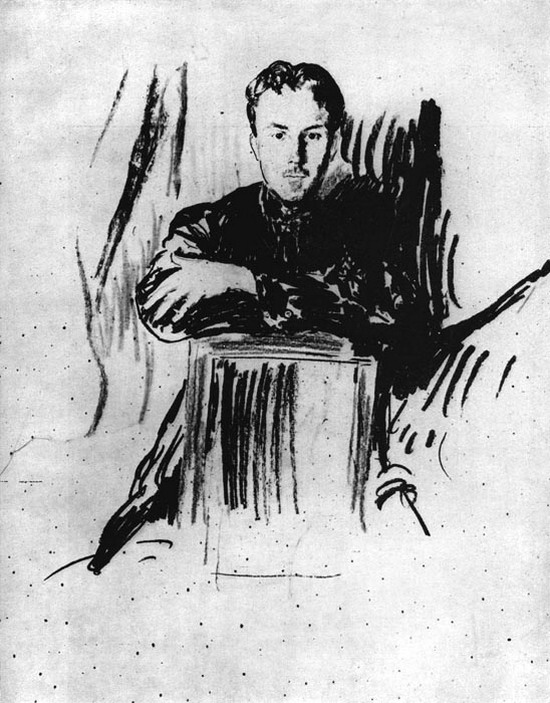
Портрет юнака
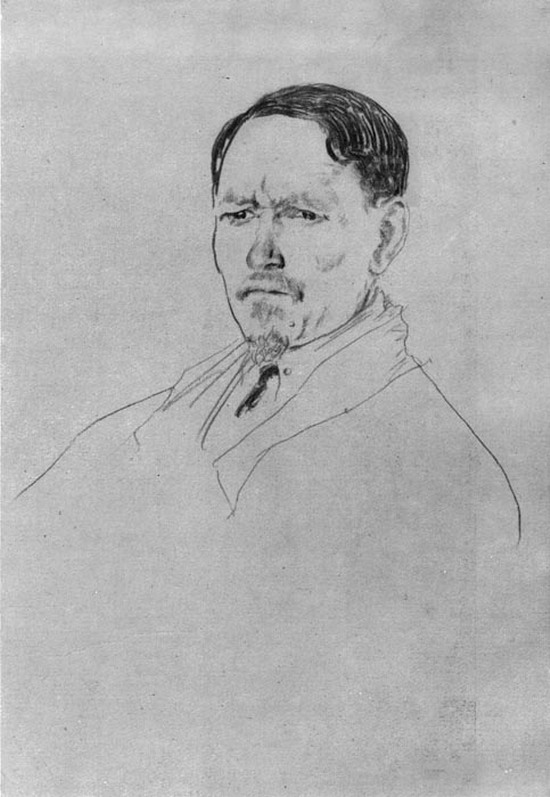
Ф. Малявин. Автопортрет, початок 20 ст.
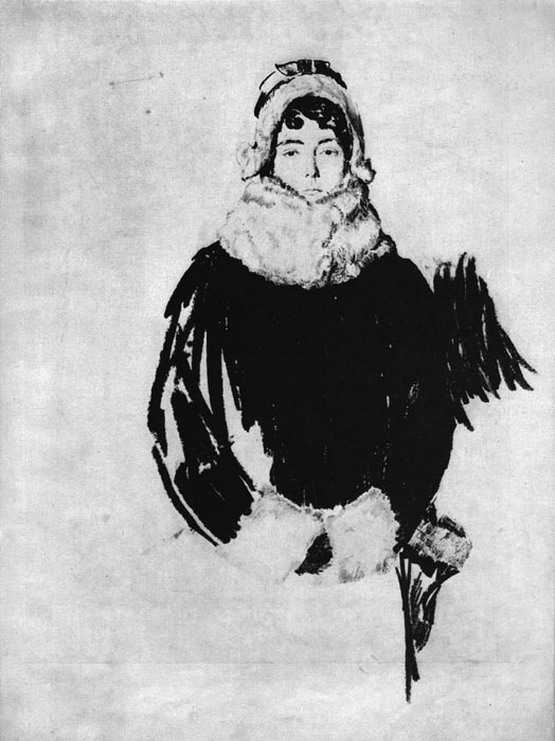
Портрет дівчини
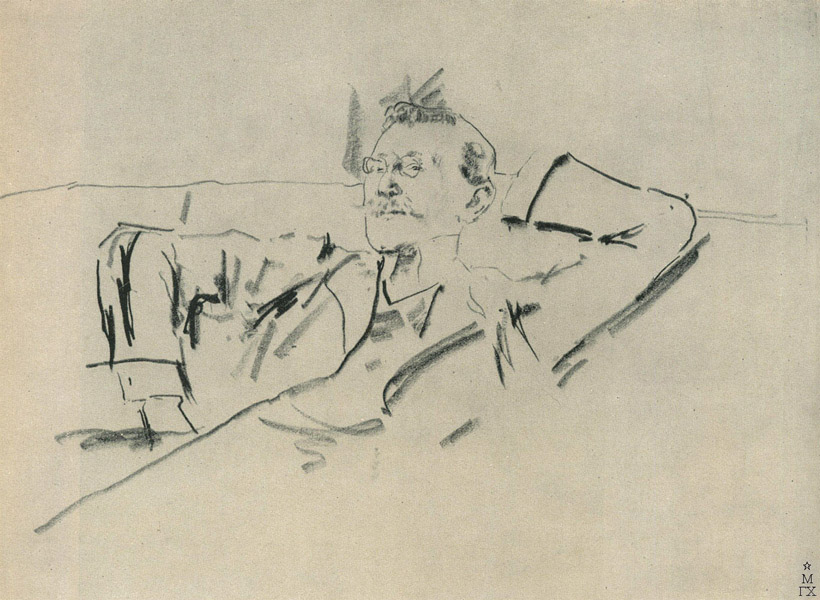
Ф. Малявин. Портрет Леона Бакста, початок 20 ст.
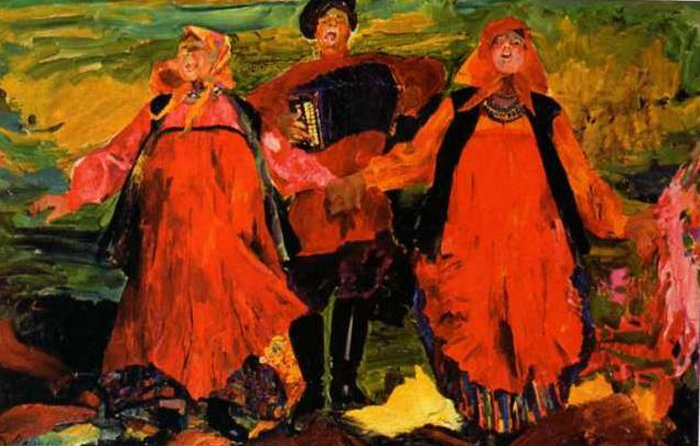
Співають селяни
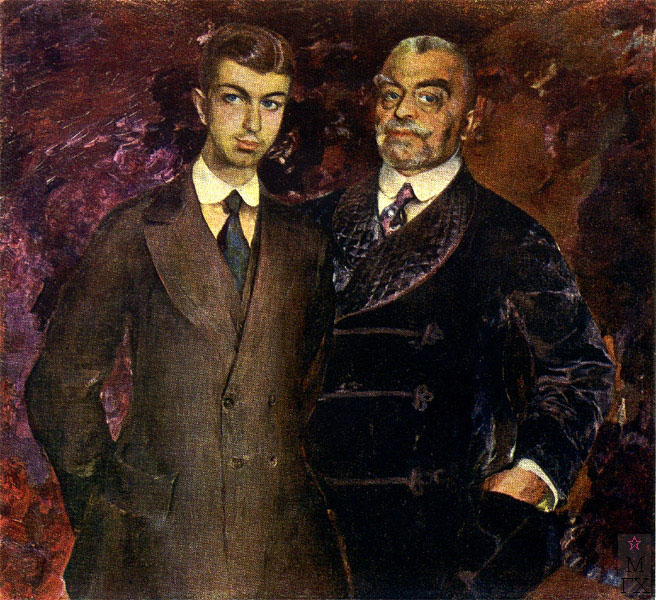
Павло Харитоненко з сином, 1911
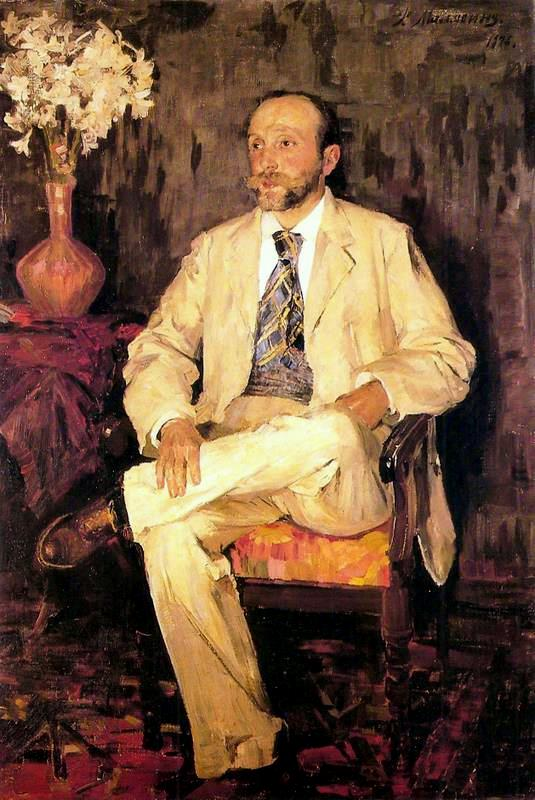
Портрет дипломата Смірнова, 1923, Ріо де Жанейро, Нац. музей красних мистецтв
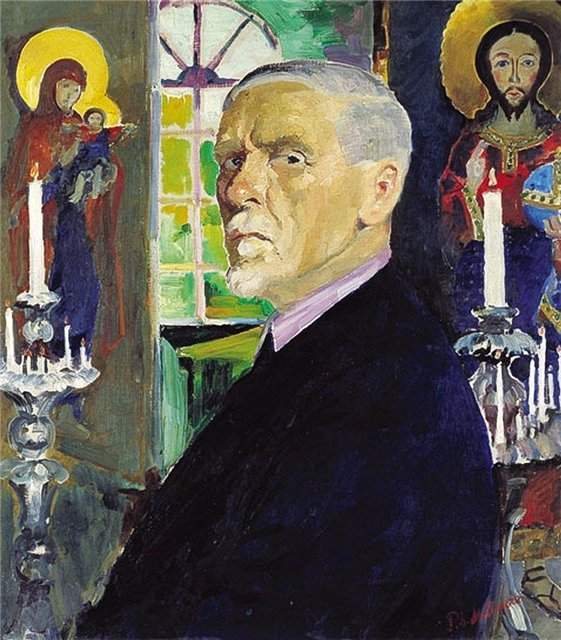
Автопортрет
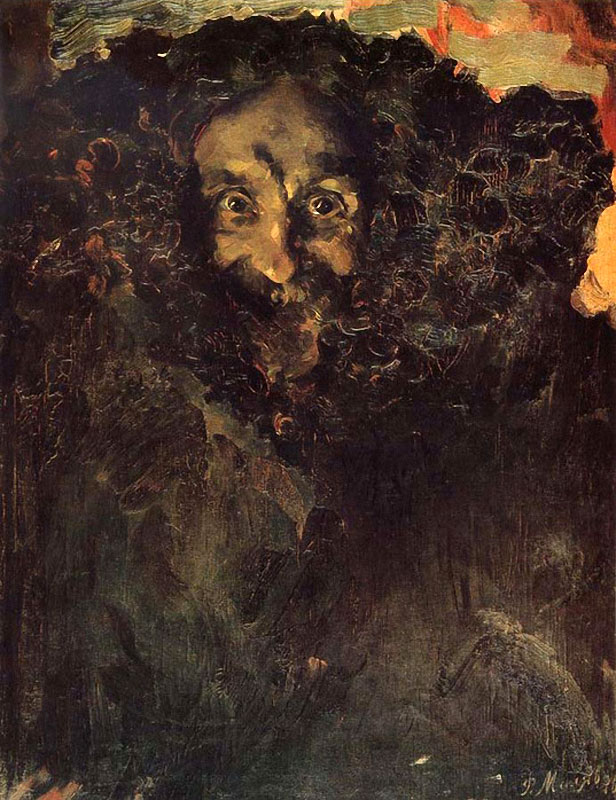
Скульптор Беклемішев Володимир Олександрович
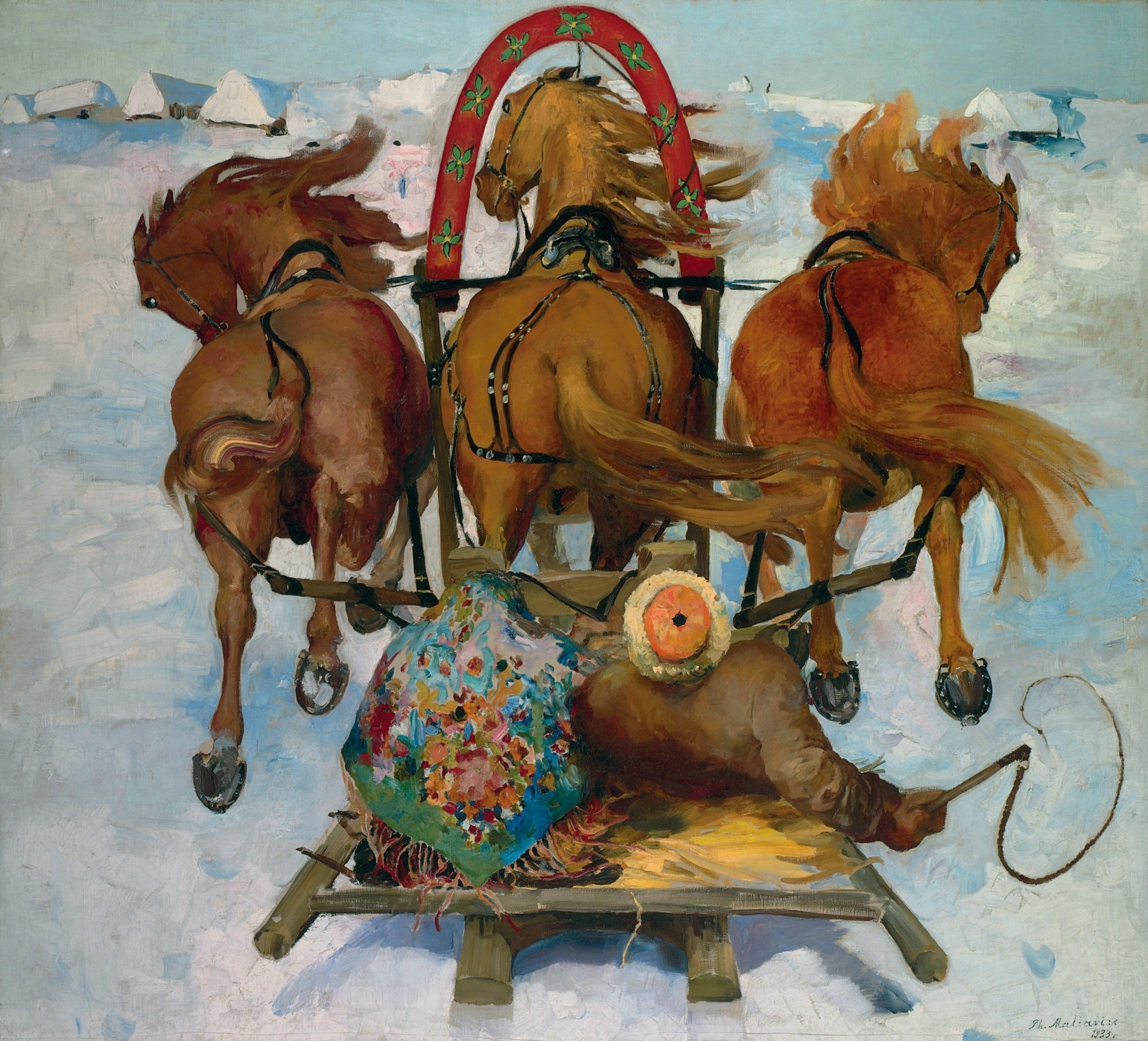
Худ. Ф Малявін. «У санях взимку», 1933